# Октябрський сільський округ (Шемонаїхинський район)
Октя́брський сільський округ (каз. Октябрь ауылдық округі, рос. Октябрский сельский округ) — адміністративна одиниця у складі Шемонаїхинського району Східноказахстанської області Казахстану. Адміністративний центр — село Октябрське.
Населення — 1227 осіб (2021; 1494 у 2009, 1858 у 1999, 2131 у 1989).
Станом на 1989 рік існувала Октябрська сільська рада (села Лугове, Октябрське, Садове). 2019 року ліквідовано село Садове.

## Склад
До складу округу входять такі населені пункти:
| Населений пункт  | Старі назви | Населення, осіб (1989) | Населення, осіб (1999) | Населення, осіб (2009) | Населення, осіб (2021) |
| ---------------- | ----------- | ---------------------- | ---------------------- | ---------------------- | ---------------------- |
| Лугове, село     | -           | 458                    | 440                    | 341                    | 236                    |
| Октябрське, село | -           | 1443                   | 1280                   | 1102                   | 991                    |
| Садове, село     | -           | 230                    | 138                    | 51                     | -                      |